# Chính sách thị thực của Cuba
Du khách đến Cuba phải xin thị thực hoặc thẻ du khách từ một trong những phái bộ ngoại giao của Cuba, đại lý du lịch hoặc hãng hàng không được ủy quyền trừ khi họ đến từ một trong những quốc gia được miễn thị thực.
Tất cả du khách, bao gồm những người quốc tịch Cuba nhưng sống ở ngoài Cuba, đều phải có vé khứ hồi có hiệu lực và bảo hiểm y tế. Người không sở hữu hộ chiếu Cuba phải cung cấp bằng chứng tài chính ít nhất 50 đô la Mỹ 1 ngày. Du khách từ nhiều quốc gia phải có hộ chiếu có hiệu lực ít nhất 2 tháng kể từ ngày nhập cảnh.

## Bản đồ chính sách thị thực

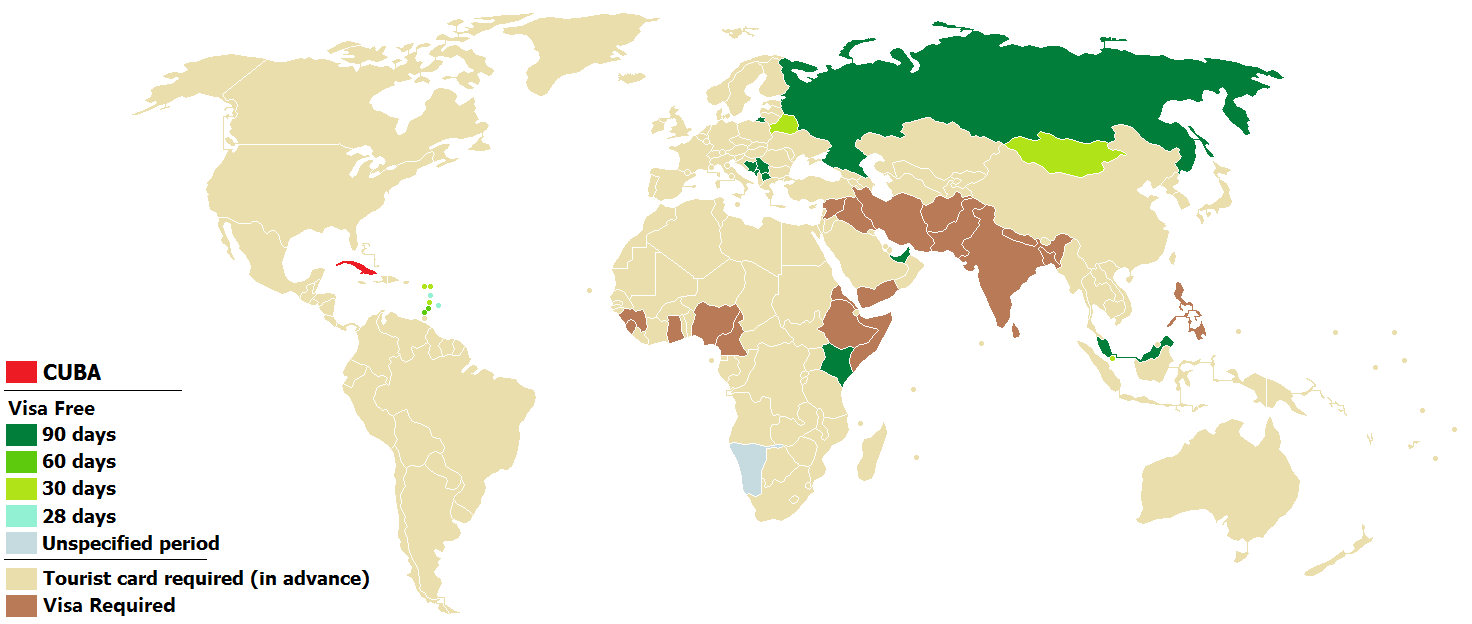
Chính sách thị thực của Cuba
Cuba
Miễn thị thực - 90 ngày
Miễn thị thực - 60 ngày
Miễn thị thực - 30 ngày
Miễn thị thực - 28 ngày
Miễn thị thực - thời hạn không định rõ
Cần thẻ du khách (từ trước)
Cần xin thị thực

## Công dân Cuba
Cuba giới hạn nghiêm ngặt số ngày một công dân Cuba có thể ở lại bên ngoài Cuba bằng cách cấp giấy phép giống như thị thực cho những người có hộ chiếu Cuba. Công dân Cuba mà ở ngoài Cuba hơn 2 năm sẽ phải xin sự cho phép từ chính phủ Cuba trước khi quay lại Cuba, và những người thường trú bên ngoài Cuba phải sở hữu bảo hiểm du lịch và vé khứ hồi để quay lại quốc gia mà họ định cư.
Người sinh ra tại Cuba phải sử dụng hộ chiếu Cuba để đến Cuba, trừ khi họ có giấy tờ chính thức để chứng minh rằng họ không còn mang quốc tịch Cuba.

## Miễn thị thực
Công dân của 18 quốc gia sau có thể đến Cuba không cần thị thực:
| - Benin - Bosna và Hercegovina - Macedonia - Malaysia - Montenegro - Serbia |

| - Grenada - Saint Vincent và Grenadines |

| - Antigua và Barbuda - Belarus - Mông Cổ - Nga - Saint Kitts và Nevis - Saint Lucia - Singapore |

| - Barbados - Dominica |

Tương lai
- Thỏa thuận miễn thị thực được ký với  Kazakhstan nhưng chưa được thông qua.[2]

### Khi đi làm nhiệm vụ
Công dân có hộ chiếu phổ thông của các quốc gia sau được miễn thị thực khi đi làm nhiệm vụ:
| - Nicaragua - Venezuela |

### Hộ chiếu ngoại giao và công vụ

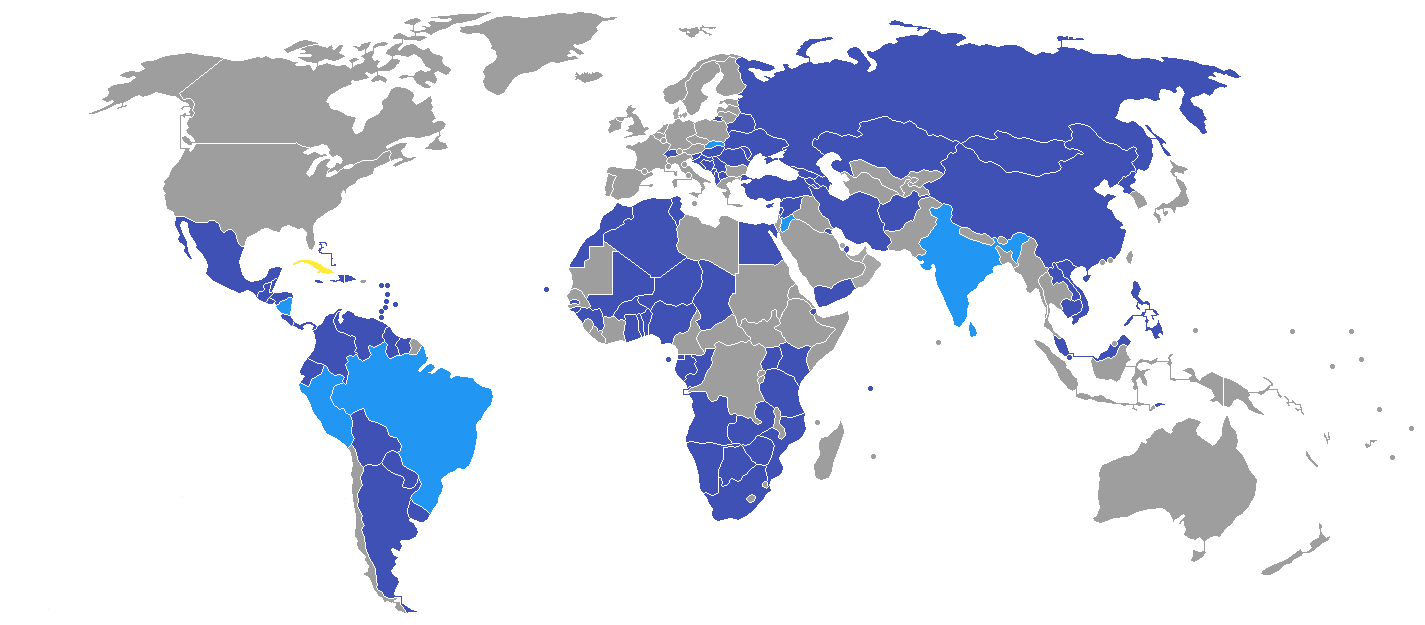
Cuba
Hộ chiếu ngoại giao và công vụ
Chỉ hộ chiếu ngoại giao

Người sở hữu hộ chiếu ngoại giao hoặc các loại hộ chiếu công vụ (official, service, đặc biệt, làm việc công) được cấp bởi các quốc gia sau được phép nhập cảnh và ở lại Cuba không cần thị thực:
| - Afghanistan D S - Ai Cập D S Sp - Albania D S - Algeria D S - Angola D S - Antigua và Barbuda D S - Argentina D O - Armenia D - Azerbaijan D S - Ấn Độ D - Bahamas D O - Barbados D S - Bắc Triều Tiên D - Belarus D S - Belize D O - Benin D S - Bolivia D O - Bosna và Hercegovina D S - Botswana D O - Brasil D - Burkina Faso D S - Campuchia D S - Cabo Verde D S - Colombia D O - Congo D S - Costa Rica D S - Cộng hòa Dominica D O - Croatia D S - Cyprus D S - Djibouti D - Dominica D S - Đông Timor D S - Ecuador D O | - El Salvador D O - Gabon D S - Gambia D S - Gruzia D S - Grenada D S - Guatemala D O - Guinea D S - Guinea-Bissau D S - Guinea Xích Đạo D S O - Guyana D S O - Haiti D O - Honduras D - Hungary D S - Iran D - Jamaica D O - Kazakhstan D S - Kuwait D Sp - Lào D O - Macedonia D S - Malaysia D O - Mali D S - Maroc D S O - Mexico D - Moldova D S O - Mông Cổ D S - Montenegro D S - Mozambique D S - Nam Phi D O - Namibia D S - Nga D S - Nicaragua D S O - Niger D S - Nigeria D O | - Panama D S O - Paraguay D O - Peru D - Philippines D S O - Romania D S - Saint Kitts và Nevis D S - Saint Lucia D S - Saint Vincent và Grenadines D S - Sao Tome và Principe D S - Serbia D S - Seychelles D O - Singapore D S - Slovakia D - Slovenia D - Sri Lanka D - Suriname D S - Tanzania D S - Thổ Nhĩ Kỳ D S Sp - Thụy Sĩ D S - Togo D S - Trinidad và Tobago D O - Trung Quốc D S PA - Tunisia D S O - Uganda D O - Ukraina D S - Uruguay D O - Venezuela D S - Việt Nam D S O PA - Yemen D S Sp - Zambia D - Zimbabwe D S O |

D — hộ chiếu ngoại giao

S — hộ chiếu công vụ

O — hộ chiếu công vụ

Sp — hộ chiếu đặc biệt

PA — hộ chiếu làm việc công

## Thẻ du khách
Công dân của tất cả các quốc gia khác đều phải mua Thẻ du khách (Tarjeta del Turista) trước khi nhập cảnh, nó có thể được xin tại phái bộ của Cuban, đại lý du lịch và các hãng hàng không. Thẻ du khách cho phép ở lại 30 ngày (90 đối với công dân Canada), và có thể được gia hạn một lần.

## Cần xin thị thực
Công dân của 20 quốc gia sau không được xin thẻ du khách và phải xin thị thực Cuba:
| - Afghanistan - Ấn Độ1 - Bangladesh - Cameroon - Eritrea - Ethiopia - Ghana | - Guinea - Iran - Iraq - Kenya - Nepal - Nigeria - Pakistan | - Philippines - Sierra Leone - Somalia - Sri Lanka - Syria - Yemen |  |

1 - công dân của các quốc gia khác đến Cuba từ Ấn Độ cũng cần phải xin thị thực.
Tuy nhiên, họ có thể xin thẻ du khách để đến Cuba nếu họ có thị thực có hiệu lực hoặc giấy phép cư trú lâu dài được cấp bởi Canada, Hoa Kỳ hoặc quốc gia thành viên EU.

## Quá cảnh
Hành khách quá cảnh được miễn thị thực hoặc thẻ du khách nếu thời gian quá cảnh không quá 72 giờ. Họ được cho phép vào Cuba.

## Từ chối nhập cảnh
Nhập cảnh và quá cảnh bị từ chối đối với công dân Kosovo.